# Reino da Noruega (872-1397)
Reino da Noruega (em norueguês: Kongeriget Norge) localizado na Escandinávia  foi um estado da Noruega que surgiu com o inicio da unificação em 872 e que terminou em 1397 com a União de Kalmar.
O reino era uma nação vagamente unificada que incluía o território da atual Noruega, o atual território sueco de Jämtland , Härjedalen, Ranrike e Idre e Särna, bem como possessões norueguesas ultramarinas que haviam sido colonizadas por marítimos séculos antes. anexados ou incorporados ao reino como "territórios fiscais". Ao norte, a Noruega também fazia fronteira com extensos territórios fiscais no continente. A Noruega, cujo expansionismo começou desde a fundação do reino em 872, atingiu o auge de seu poder entre 1240 e 1319.
A Noruega atingiu o auge de seu poder durante este período, controlando as Ilhas Faroé, Groenlândia e partes das Ilhas Britânicas, bem como a Islândia a partir de 1262. que surgiu com o inicio da unificação em 872 e que terminou em 1397 com a União de Kalmar.

## História
Quando Haraldr Belos-Cabelos se tornou rei da Noruega após a Batalha do Fiorde de Hafrs (data tradicional: 18 de julho de 872), ele olhou para o oeste para as ilhas que já haviam sido colonizadas por noruegueses há um século, e em 875 as Ilhas do Norte de Orkney e Shetland foram trazido sob seu governo e dado a Ragnvald Eysteinsson, Jarl de Møre.
A Islândia estava mais relutante em desistir de seu domínio independente, então o autor da saga islandesa Snorri Sturluson recebeu um convite real para a corte do rei Haakon Haakonsson e estava convencido de que a Islândia era por direito norueguês. Assim começou a Era dos Sturlungs, uma época de conflitos políticos na Islândia. Os Sturlungs trabalharam para colocar a Islândia sob o domínio norueguês, espalhando propaganda através de suas posições no Althing e até recorrendo à violência antes da assinatura da Antiga Aliança em 1262, que trouxe o domínio norueguês total sobre a ilha.
Em Ranríki Konunghella foi construída como uma cidade real ao lado de Túnsberg e Biorgvin. Permaneceu norueguês até o tratado de Roskilde de 1658. Herjárdalr tornou-se norueguês durante o século XII e assim permaneceu por cinco séculos. Jamtaland começou a pagar impostos à Noruega durante o século 13 e mais tarde foi absorvido por uma parte do território continental no mesmo século. Foi ocupada pelos suecos durante a Guerra Nórdica dos Sete Anos, mas depois retornou à Dinamarca-Noruega como resultado do tratado de Stettin de 1570. Idre e Særna, norueguesas desde o século XII, foram conquistadas pela Suécia durante a controvérsia de Aníbal. Ranríki, Herjárdalr, Jamtaland, Idre e Særna foram permanentemente entregues à Suécia pela Paz de Brömsebro em 13 de agosto de 1645.

## Expansão e unificação
A partir dos anos 600, os piscicultores noruegueses ocidentais começaram um êxodo para as ilhas próximas no Mar do Norte, Orkney e Shetland, e depois para as Ilhas Ocidentais, como as Hébridas e Man, e para o oeste para as Ilhas Faroe, Islândia e Groenlândia. Algumas dessas ilhas eram habitadas quando os noruegueses chegaram, mas a população local foi deslocada ou assimilada pelos imigrantes noruegueses. Consistentemente, as populações das ilhas tinham ascendência norueguesa, que mantinha contato com a terra natal sobre o Mar do Norte. Esses noruegueses tinham seus próprios chefes ou reis na tradição norueguesa, sujeitos ao poder real norueguês quando finalmente desenvolveu um estado centralizado. Muitas vezes, os reis noruegueses tinham o suficiente para enfrentar no continente, de modo que o poder local nas aldeias estava muitas vezes nas mãos de condes locais que operavam em nome do rei. As participações na Suécia eram, em vários graus, norueguesas. Nos séculos IX e X, é razoável supor que a população de Båhuslen, Jämtland e Herjedalen não tinha afiliação nacional à Noruega, Svealand ou Götaland. Coube à monarquia cada vez mais centralizada criar isso, que teve que consolidar seu direito nas áreas fronteiriças acima dos reinos vizinhos. A Noruega foi então a primeira a integrar essas áreas em seu reino.